# 聖書学研究所
聖書学研究所（せいしょがくけんきゅうじょ、Tokyo Institute of Biblical Stidies）は、福音主義に立つ神学校聖書宣教会に附属する聖書神学研究機関。
東京都羽村市の聖書宣教会内に本部を置く。
2020年１月に設立された。所長は、津村俊夫。
聖書を誤りなき神のことばと告白する信仰に立ち、聖書の研究を行うとともに、研究者の養成を行う。